# Иван Денац
Иван Денац (Осеково код Кутине, 9. септембар 1917 — Загреб, 10. јануар 2001) био је учесник Народноослободилачке борбе друштвено-политички радник СР Хрватске и народни херој Југославије.

## Биографија
Рођен је 9. септембра 1917. године у Осекову код Кутине. По доласку у Загреб 1937. године, приступио је Уједињеном радничком синдикалном савезу Југославије (УРССЈ), где је учествовао у два штрајка постоларских радника.
За време капитулације Југославије, налазио се на служењу војног рока на бугарској граници. Након расула краљевске војске, Денац се вратио у Загреб и укључио у припремање оружаног устанка. Учествовао је у низу акција прикупљања оружја и другог материјала. Руководио је групама активиста, који су растурали летке и вршили диверзантске акције по граду. У јесен 1941. годне, примљен је за члана Комунистичке партије Југославије, а крајем јануара 1942. кооптиран је у Месни комитет КПХ за Загреб. Почетком априла 1942. године, усташки агенти су га препознали са још двојицом другова у Мирамарској улици у Загребу. Приликом бега био је рањен.
Након оздрављења отишао је у партизане. Био је упућен као борац у Први пролетерски батаљон Хрватске, те је с њим учествовао у борбама у Горском котару у јуну и јулу 1942. године. Истакао се приликом борбе с италијанским фашистима код Герова, након чега га је заменик командира батаљона Милан Жежељ похвалио пред стројем. Након те битке, Денац је постављен за политичког комесара чете. Августа 1942. године, батаљон је пребачен на Жумберак, где је ушао у састав новоформиране Тринаесте пролетерске бригаде. Иван Денац је тада постављен за политичког комесара чете. У борбама на Жумберку истакао се у више окршаја и борби против усташа.
У јесен 1943. године прешао је с бригадом у Босну, те с њом учествовао у борби са СС дивизијом „Принц Еуген“ код Травника. Године 1944. био је постављен на дужност политичког комесара Тринаесте пролетерске бригаде и на тој је дужности остао до краја рата.
После ослобођења, завршио је Вишу политичку школу „Ђуро Ђаковић“ и Правни факултет у Загребу. Радио је у Министарству унутрашњих послова НР Хрватске, од 1947. до 1958. био је заменик команданта милиције за НР Хрватску, а од 1959. до 1967. године радио је у Народној банци и СДК као директор филијале у Загребу. Године 1967. био је изабран за посланика у Сабору СР Хрватске. Исте године изабран је и за председника Градског одбора СУБНОР-а у Загребу. У децембру 1971. године, након смењивања вођства Хрватског прољећа, дао је оставку на све своје дужности.
Поновно се укључио у политику крајем 1980-их, када се укључио у промовисање тек основане Хрватске демократске заједнице (ХДЗ). Дана 9. новембра 1990. године, био је изабран за првог председника Удружења хрватских ратних ветерана.
Носилац је Партизанске споменице 1941. и више других одликовања. Орденом народног хероја одликован је 24. јула 1953. године.
Преминуо је у Загребу 2001. године.
Сахрањен је на мјесном гробљу Велика Лудина у Хрватској.